# کین (کالیفرنیا)
کین (به انگلیسی: Keene) یک منطقهٔ مسکونی در ایالات متحده آمریکا است که در شهرستان کرن، کالیفرنیا واقع شده‌است. کین ۲۵٫۰۳۴ کیلومتر مربع مساحت و ۴۳۱ نفر جمعیت دارد و ۷۹۳ متر بالاتر از سطح دریا واقع شده‌است.